# Hans Haberl
Hans Haberl (* 5. März 1924 in München; † 19. Dezember 2016) war ein deutscher jugendlicher Widerstandskämpfer gegen den Nationalsozialismus aus Markt Grafing; er gehörte der Vierergruppe um Walter Klingenbeck an. Haberl wurde am 24. September 1942 „wegen landesverräterischer Feindbegünstigung, Vorbereitung zum Hochverrat und Schwarzsendens“ zum Tode verurteilt, aber am 19. Juli 1943 zu acht Jahren Zuchthaus begnadigt.

## Kindheit, Schulzeit, Berufsausbildung
Hans Haberl kam am 5. März 1924 als Sohn des Grafinger Lebensmittelhändlers Johann Haberl und dessen Ehefrau Kreszenz, einer geborenen Huber, in München zur Welt. Von der 1. bis zur 6. Klasse besuchte er die Volksschule in Markt Grafing; in der 7. und 8. Klasse die Volksschule mit Schülerheim der Barmherzigen Brüder in Algasing bei Dorfen. 
In Elternhaus und Schulen erfuhr Haberl eine intensive katholisch-religiöse Prägung. 
Haberl absolvierte zunächst eine kaufmännische Lehre bei der Firma F. Scharff in München, anschließend im Edeka-Großhandel und schloss die Lehre mit der Gesellenprüfung ab. Er wohnte in dieser Zeit im katholischen Lehrlingsheim Salesianum.
Haberl beschäftigte sich in seiner Freizeit mit elektrotechnischen Geräten, besuchte Kurse beim Deutschen Amateur-Sende- und Empfangsdienst und spezialisierte sich dabei auf Hochfrequenztechnik. Am 1. November 1941 trat Haberl eine Stelle als Hochfrequenztechniker bei der Firma Anders und Co. in München an und plante, Ingenieur zu werden. Im Salesianum freundete sich Haberl mit dem Flugmotorenschlosserlehrling Erwin Eidel an und teilte sich eine Wohnung in der Zweigstraße 7/I mit ihm.

## Widerstandsarbeit
In der Kaufmannsschule lernte Haberl den Schalttechniklehrling und Mitschüler Walter Klingenbeck kennen, der sich ebenfalls für Funktechnik interessierte, wie Haberl tief katholisch geprägt war und die kirchenpolitischen Maßnahmen des NS-Regimes („Kruzifix-Erlass“ des bayerischen Kultusministers Adolf Wagner, April 1941) ablehnte. Zusammen mit seinem Mitbewohner, dem Flugmotorenschlosserlehrling Erwin Eidel und dem Lehrling für Hochfrequenztechnik Daniel von Recklinghausen schlossen sie sich im Frühjahr 1941 zu einer Widerstands-Vierergruppe zusammen. 
Haberl besuchte Klingenbeck mehrmals in dessen Wohnung in der Amalienstraße 44/I und hörte mit ihm gemeinsam deutschsprachige Nachrichten des Londoner Rundfunks (BBC) und andere Sender („Feindsender“).
Klingenbeck informierte Haberl über die von ihm gemäß einem BBC-Aufruf geplante und durchgeführte „V-Aktion“. Im September 1941 malte Klingenbeck mit schwarzem Altöl große V-Zeichen, die zum Sieg (englisch victory) der Alliierten aufriefen, an etwa 40 Gebäude in München, darunter auch die SS-Kaserne in Freimann; von Recklinghausen stand bei der Aktion Wache, Haberl beteiligte sich aus Angst vor Entdeckung nicht an der Aktion.
Haberl unterstützte Klingenbeck bei der Textgestaltung von Flugblättern zur Förderung des Umsturzzieles. Haberl schlug auch vor, ein kleines Fernlenkflugzeug zu bauen, um Flugblätter zu verteilen; der Plan wurde jedoch wieder verworfen.
Im Herbst 1941 bauten Haberl und Klingenbeck eine kleine Sendeanlage und versuchten Übertragungen zwischen München und Haberls Grafinger Elternhaus.

## Denunziation, Verhaftung, Vernehmung, Verurteilung
Die Münchner Radio-Geschäftsinhaberin Klara Dietmayer denunzierte Klingenbeck bei der Gestapo; in der Folge wurden dieser am 26. Januar 1941 und Haberl, von Recklinghausen und Eidel am 29. Januar 1941 festgenommen.
Haberl wurde fünfmal vernommen. In seinen ersten Vernehmungen versuchte er, die Verantwortung für die ihm zur Last gelegte „staatsfeindliche Betätigung“ von sich zu weisen. Erst in seiner vierten Vernehmung gab er zu, dass er nicht nur aus Interesse an der Funktechnik gehandelt habe, sondern „selbst innerlich gegen den nationalsozialistischen Staat eingestellt“ zu sein. Elternhaus, Schule und seine Umgebung hätten ihn zu einem „konfessionell äußerst gebundenen Menschen“ gemacht.
Nach seinem ersten Geständnis reichte Haberl in den ersten Monaten 1942 mehrere Schreiben an den Gestapo-Sachbearbeiter Krüger, später an den Jugendstaatsanwalt, ein, in denen er den Anschein zu wecken versuchte, das NS-System stützen zu wollen und auch versuchte, die Verantwortung für die der Widerstandsgruppe zur Last gelegten Taten abzuwälzen.
Am 24. September 1942 verhandelte der 2. Senat des Volksgerichtshofes unter dem Vorsitz des Vizepräsidenten Karl Engert im Schwurgerichtssaal des Justizpalastes in München den Fall „Klingenbeck und andere“. Haberl, Klingenbeck und von Recklinghausen wurden, obwohl minderjährig, „wegen landesverräterischer Feindbegünstigung, Vorbereitung zum Hochverrat und Schwarzsendens“ zum Tod verurteilt, das weitere Gruppenmitglied Eidel erhielt „wegen Nichtanzeige eines hochverräterischen Unternehmens, Abhörens ausländischer Rundfunksender und Beihilfe zur Schwarzsendung“ eine Strafe von acht Jahren Zuchthaus. Der Tatbestand, dass alle vier Angeklagten zum Zeitpunkt der ihnen zur Last gelegten Handlungen noch Jugendliche gewesen waren, wurde vom Gericht mit dem Argument beiseite gewischt, dass die Betroffenen, obwohl sie vor Gericht als „Lausbuben“ und „Rotzjungen“ beschimpft wurden, „ihrer geistigen und sittlichen Entwicklung nach einer über 18 Jahre alten Person gleich zu achten“ seien. Mehrere Gnadengesuche wurden abgelehnt. 

### Begnadigung
Am 2. August 1943 wurde Haberl und von Recklinghausen im Vollstreckungsgefängnis Stadelheim mitgeteilt, dass sie vom Reichsjustizminister Dr. Otto Thierack begnadigt worden seien und dass ihre Todesstrafe in acht Jahre Zuchthaus umgewandelt worden sei. Walter Klingenbeck wurde drei Tage später, am 5. August 1943, mitgeteilt, dass er als Anführer der Widerstandsgruppe noch am selben Tag mit dem Fallbeil hingerichtet werde. In einem Abschiedsbrief an Haberl schrieb er:
„Lieber Jonny! Vorhin habe ich von Deiner Begnadigung erfahren. Gratuliere! Mein Gesuch ist allerdings abgelehnt. Ergo geht’s dahin. Nimm’s net tragisch. Du bist ja durch. Das ist schon viel wert. Ich habe soeben die Sakramente empfangen und bin jetzt ganz gefaßt. Wenn Du etwas für mich tun willst, bete ein paar Vaterunser. Lebe wohl. Walter.“
Haberl gelang es 1944, in der Haft mit eingeschmuggelten Materialien einen Kleinstempfänger von der Größe einer Streichholzschachtel zu bauen. Mit diesem durchbrach er in der Folge für sich und seine Mithäftlinge die Isolation von der Außenwelt.
Nach dem Einmarsch der Amerikaner in München am 1. Mai 1945 wurden Haberl, von Recklinghausen und Eidel aus dem Gefängnis Stadelheim entlassen.

## Nachkriegszeit
Nach seiner Haftentlassung ging Haberl wieder zurück in seine Heimatgemeinde Markt Grafing. Ab Juni 1952 betrieb er in seinem Elternhaus in Grafing (Bahnhofstraße) einen Radio-Reparaturbetrieb. Aus diesem entwickelte sich in der Folge ein Einzelhandelsgeschäft für Radio, TV und Elektro samt Entwicklungslabor, das bis 1983 bestand. Er betrieb eine eigene Funkstation (Funkzeichen DA2DH, später DL1AX) und setzte sich intensiv für den Amateurfunk in Deutschland ein. 
Haberl verstarb am 19. Dezember 2016.